# Желтопоясничная шипоклювка
Желтопоясничная шипоклювка (лат. Acanthiza chrysorrhoa) — вид воробьинообразных птиц из семейства шипоклювковых (Acanthizidae). Широко распространена в Австралии и Тасмании. Обитает в открытых лесах и лесистых местностях, лугах, саваннах и кустарниковых местностях. В длину достигает 9,5—12 см; весит 9 грамм.